# Матвіїв Тарас Тарасович
Тарас Тарасович Матвіїв (18 лютого 1989, с. В'язівне, Любешівський район (нині — Камінь-Каширський район), Волинська область — 10 липня 2020, поблизу с. Троїцького) — український журналіст, громадський діяч, військовий, на псевдо «Сармат». Герой України (посмертно).

## Життєпис
Тарас Матвіїв народився 18 лютого 1989 року у селі В'язівне, Любешівського району (нині — Камінь-Каширського району), Волинської області, але з дитинства мешкав в м. Жидачеві Львівської області.
Після завершення навчання у Жидачівській школі № 1, в 2011 році — закінчив факультет журналістики Львівського національного університету імені Івана Франка, працював кореспондентом ТРК «Ера» (2011—2012) та телеканалу ТВi (2012—2013), блогером у низці видань, зокрема «Дивись. Інфо», LB.ua, «Львівська мануфактура новин».
Із 22 листопада 2013 року Тарас Матвіїв був учасником Революції Гідності. Мав псевдо «Сармат». Входив до складу 3-ї сотні Самооборони Майдану. Був співкоординатором «Пошукової ініціативи» (організації, що розшукувала людей, зниклих під час Революції Гідності), членом громадської організації «Українська галицька асамблея», засновником громадської організації «Народний легіон».
Влітку 2015 року став добровольцем Окремої добровольчої чоти «Карпатська Січ», воював у Пісках. З 2015 року — депутат Жидачівської райради VII скликання, від Української Галицької партії. Був організатором військово-патріотичних вишколів «Лицар Удеча» та Удеч-фесту «Івана Купала».
У вересні 2018 року вступив на курси лідерства Національної академії сухопутних військ імені гетьмана Петра Сагайдачного, де отримав військове звання молодшого лейтенанта та з грудня 2019 року проходив військову службу за контрактом на посаді командира взводу у 24 ОМБр. Виконував завдання на взводному опорному пункті «Сармат».
Загинув 10 липня 2020 року, під час ворожого мінометного обстрілу позицій Об'єднаних сил поблизу с. Троїцького Попаснянського району на Луганщині.
Після прощання в Києві на Майдані Незалежності та в Гарнізонному храмі святих Петра і Павла у Львові, похований у Жидачеві.

### Громадська діяльність
Активний учасник Революції гідності у складі 3-ї сотні Самооборони Майдану. Згодом став співкоординатором «Пошукової ініціативи» (організації, що розшукувала зниклих людей під час Революції гідності), членом ГО «Українська галицька асамблея», засновником ГО «Народний легіон», активістом руху «Стоп лісоцид».
Був депутатом Жидачівської районної ради (2015—2020).

## Книги
- «Мої думки. Ритмопроза» (2022)[5]
- «Мої думки. Проза» (2023)[6]

## Нагороди
- Звання Герой України з нагородженням ордена «Золота Зірка» (13 липня 2020, посмертно) — за героїзм і особисту мужність, виявлені у захисті державного суверенітету та територіальної цілісності України, самовіддане служіння Українському народові[7].
- «Сила Впливу» (13 грудня 2024, посмертно)[8]

## Вшанування
- 30 жовтня 2020 року, у с. Троїцького Попаснянського району на Луганщині загиблому Герою України, офіцеру 24-ї окремої механізованої бригади імені короля Данила Тарасу Матвіїву відкрили пам'ятник. Ініціатива встановити пам'ятник на території місцевої школи, як приклад мужності та героїзму належить мешканцям села[9][10].
- 27 листопада 2020 року на фасаді Жидачівської ЗОСШ № 1 відкрито та освячено меморіальну таблицю Герою України Тарасу Матвіїву[11][12].
- 6 грудня 2021 року, на стіні факультету журналістики Львівського національного університету імені Івана Франка, що на вулиці Генерала Чупринки, 49 відкриють меморіальну таблицю загиблому Герою України Тарасу Матвіїву, який був студентом цього факультету[13].
- 18 липня 2024 року в місті Ходорів Львівської області розпорядженням начальника Львівської обласної військової адміністрації вулицю Миру перейменовано на вулицю Тараса Матвіїва[14].